# Liste der Staatsoberhäupter 43
Übersicht
◄◄ | ◄ | 39 | 40 | 41 | 42 | Liste der Staatsoberhäupter 43 | 44 | 45 | 46 | 47 | ► | ►►

Weitere Ereignisse

## Afrika
- Aksumitisches Reich
  - König: s. Aksumitisches Reich

- Reich von Kusch
  - König: Amanichabale (bis Natakamani)

- Römisches Reich
  - Provincia Romana Aegyptus
    - Präfekt (möglicherweise): Marcus Heius (zwischen 42 und 45)

## Asien
- Armenien
  - König: Mithradates (42–51)

- China
  - Kaiser: Han Guangwu di (25–57)

- Iberien (Kartlien)
  - König: Pharasmanes I. (Parsman I.); (Aderk) (1–58)

- Indien
  - Indo-Parthisches Königreich
    - König: Gondophares (20–50)

  - Indo-Skythisches Königreich
    - König: Aspavarma (15–45)

  - Satavahana
    - König: vgl. Liste der Herrscher von Satavahana

- Japan (Legendäre Kaiser)
  - Kaiser: Suinin (29 v. Chr.–70)

- Kleinarmenien
  - König: Kotys IX. (38–54)

- Kommagene
  - König: Antiochos IV. (38–72)

- Korea
  - Baekje
    - König: Daru (29–77)

  - Gaya
    - König: Suro (42–199?)

  - Goguryeo
    - König: Damusin (18–44)

  - Silla
    - König: Yuri (24–57)

- Kuschana
  - König: Kujula Kadphises (30–80)

- Nabataea
  - König: Malichus II. (Maliku) (40–70)

- Osrhoene
  - König: Abgar V. (13–50)

- Partherreich
  - Schah (Großkönig): Vardanes (38–45)
  - Schah (Großkönig): Gotarzes II., Gegenkönig (38–51)

- Pontos
  - König: Polemon II. (38–64)

- Römisches Reich
  - Provincia Romana Asia
    - Prokonsul: Gaius Sallustius Crispus Passienus (42–43)

  - Provincia Romana Iudaea
    - Klientelkönig: Herodes Agrippa I. (39–44)
    - Vorsitzender des Hohen Rates: Gamaliel I. (9–50)
    - Hohepriester von Judäa: Kantheras ben Boethos (41–42/43)
    - Hohepriester von Judäa: Elionaios ben Kantheras (42/43–45)

  - Provincia Romana Syria
    - Präfekt: Gaius Vibius Marsus (42–44)

## Europa
- Bosporanisches Reich
  - König: Mithradates III. (41–44/45)

- Britannien
  - Catuvellaunen
    - König von Catuvellauni: Caratacus (42–51)

  - Atrebaten
    - König von Atrebates: Verica (15–43)

- Odrysisches Königreich
  - König: Rhoemetalces III. (Abdera-Linie) (38–46)

- Römisches Reich
  - Kaiser: Claudius (41–54)
    - Konsul: Claudius (43)
    - Konsul: Lucius Vitellius (43)
    - Suffektkonsul: Sextus Palpellius Hister (43)
    - Suffektkonsul: Lucius Pedanius Secundus (43)
    - Suffektkonsul: Aulus Gabinius Secundus (43)
    - Suffektkonsul: Quintus Curtius Rufus (43)
    - Suffektkonsul: Spurius Oppius (43)

  - Provincia Romana Britannia
    - Legat: Aulus Plautius (43–47)